# Goldegg
Goldegg är en kommun i Österrike. Den ligger i distriktet Sankt Johann im Pongau i förbundslandet Salzburg, 270 km väster om huvudstaden Wien. 
Kommunen består av tolv orter (Ortschaften) (inom parentes invånarantal 1 januari 2024):

- Altenhof (425)
- Boden (98)
- Buchberg (57)
- Enkerbichl (68)
- Hasling (109)
- Hofmark (475)
- Maierhof (170)
- March (420)
- Mitterstein (49)
- Oberhof (139)
- Schattau (183)
- Weng (499)